# Casearia standleyana
Casearia standleyana är en videväxtart som beskrevs av H.O. Sleum.. Casearia standleyana ingår i släktet Casearia och familjen videväxter. Inga underarter finns listade i Catalogue of Life.